# Alexandre Cingria
Pour les articles homonymes, voir Cingria.
Alexandre Cingria, né le 22 mars 1879 à Genève et mort le 8 novembre 1945 à Lausanne, est un artiste peintre, décorateur, dessinateur, critique d'art et écrivain vaudois.

## Biographie
La famille de son père Albert Cingria était originaire de Raguse (aujourd'hui Dubrovnik) et vivait à Constantinople, et sa mère Caroline Stryjenska (1846-1913), née à Carouge (Genève), était une peintre d'origine franco-polonaise. Son frère cadet Charles-Albert Cingria (1883-1954) était écrivain et musicien.
Alexandre Cingria fréquente l'école des beaux-arts de Genève de 1898 à 1900, mais se forme surtout en autodidacte au cours de ses voyages à l'étranger, notamment à Munich et à Paris.
Il milite dès le début du siècle en faveur du renouveau de l'identité artistique romande. Il est le fondateur du groupe de Saint-Luc et de Saint-Maurice (1919) et le pionnier du renouveau de l'art sacré catholique en Suisse romande, où il a composé plus de 200 vitraux pour une trentaine d'églises (chapelle de l'université de Fribourg, etc.). Son œuvre, influencée par la peinture fauviste et les ballets russes de Diaghilev, tirera également parti du cubisme, entendu dans le sens de retour à la tradition classique. Il est l'un des fondateurs de la revue La Voile latine (1904-1911) et des Cahiers vaudois, en 1913.
Alexandre Cingria a écrit deux articles en faveur de la défense de la vieille-ville dans le journal "L'Action Nationale" du mouvement nationaliste de l'Union Nationale.

### Le Vitrail des figures
Dans la destinée d'artiste d'Alexandre Cingria, le Vitrail des figures représente une pierre de touche puisqu'il en est question dans son principe thématique dès avant 1909 et que celui qui en deviendra l'auteur en 1941 en recevra l'investiture au printemps 1914 selon des règles entièrement fixées le 13 août 1909. L’œuvre implique le destin de Héli Chatelain et intéresse essentiellement le développement de la pensée du fils du Conseiller fédéral Paul Ceresole qui, succédant à Victor Ruffy en 1870 puis cédant son siège en 1875 au Neuchâtelois Numa Droz (alors que les Vaudois Louis Ruchonnet et Charles Estoppey avaient décliné leur élection), peut être considéré comme l'introducteur, en ce cénacle exécutif, de l'exceptionnel L. Ruchonnet le 3 mars 1881 par qui peut avoir été généralisé au plan helvétique la définition du « Saint-Gris » par le truchement d'un certain « homme en habit gris » dont le premier représentant établi à La Chaux-de-Fonds était alors Georges-Édouard Jeanneret-Gris, devenu père d'Albert et Charles Édouard (ultérieurement Le Corbusier) sous l'autorité fédérale de Ruchonnet en 1886 et 1887. Entré en ce cénacle au lendemain du traditionnel souper radical du cercle du Sapin à La Chaux-de-Fonds, commémorant l'instauration de la République à Neuchâtel le 1er mars 1848, Ruchonnet allait s'y maintenir plus de douze ans durant, ne quittant ce monde qu'après avoir assuré la succession de son collègue Droz. Cette épopée politique de haute lutte explique ici tant les thèmes du vitrail que l'audace de Pierre Cérésole, résumée par l'idée d'objection de conscience. Elle intéresse aussi le développement du langage musical par le truchement de l'identité collective d'un groupe d'artistes se reconnaissant grâce à un nom particulier impliquant l'autorité de Gustave Doret : Octave Matthey. Le 8 juillet 1941, Lucienne Florentin décrit ainsi l’œuvre achevée (Aula de l'Université de Genève) : « Imaginez un triptyque, de dimensions exceptionnelles, groupant Arion, Apollon et Orphée, trois symboles de la poésie et de la domination divine qu'elle exerce sur les forces brutales et dévastatrices ». L'auteur précise alors le thème principal : « Apollon, dans une gloire de feu, règne au sommet de la partie centrale. Son char est de lumière, ses cheveux étincellent et de ses flèches d'or il crible le Serpent Python ».
En ajoutant ses « Amitiés à Jean », Charles-Albert commente l'article dans sa lettre à son frère datée du 14 juillet 1941 : « Très bel article de Cacheux, hein ! Je me réjouis de voir cet extraordinaire Serpent et Orphée et Arion. Donc, à bientôt, Tante cose, C.A.C ».
En 1963, une note confirme la date de l'investiture. Elle relève dans Paysage de mon pays cette phrase curieuse induisant l'idée d'une « anatomie ». Elle déclare bel et bien qu'en 1914, il écrit : « Atomiquement (sic), je suis absolument différent des Suisses ».
Quant à Pierre Cérésole qui partage avec Cingria cette découverte de mai 1914, il précise : « Panthéisme ? ou dieu personnel ? - La belle discussion ! Qu'est-ce qu'une personne ? Pouvez-vous vraiment distinguer ma personne, ce que vous appelez ainsi, de l'île de Darse que je vois là-bas sur la mer, son grand plateau coupé à pic aux deux bouts ? Supprimer de ma conscience Darse, l'océan, ce bateau, mes souvenirs de Suisse, du Japon, d'Amérique ; enlevez le soleil et la lune, que reste-t-il de ma personne ? Êtes-vous sûr que ma personne se distingue nettement, par discontinuité brusque, de toutes ces choses qui nagent en elle ? ».
Le Vitrail des figures a été voulu en réponse au Pilier des figures du jugement dernier sculpté en la Cathédrale de Strasbourg, et à côté duquel fut érigée en 1574 la fameuse horloge astronomique. Charles Édouard Jeanneret, dit Le Corbusier, évoque en effet ce faisceau unique, hanté de figures, dans une lettre à William Ritter du 28 juin 1914.

### Cingria: utilisation précoce de la dalle de verre dans le Groupe de Saint-Luc
À partir de 1935, la dalle de verre devient une technique de prédilection pour Alexandre Cingria, fondateur et principal animateur du Groupe de Saint-Luc. Entre 1934 et 1935, il réalise sa première œuvre de ce type à l’église de Sorens, construite par l’architecte Fernand Dumas. Cingria travaille souvent en collaboration avec Jean Gaudin, mosaïste à Paris, artiste dont il a peut-être fait la connaissance en 1925, à l’Exposition internationale des arts décoratifs à Paris, où tous deux sont présents.
Après Sorens, Cingria est appelé par Dumas pour réaliser une partie des vitraux de l’église Saints-Pierre-et-Paul d’Orsonnens. Il y réalise deux ensembles en dalle de verre en 1936 et 1939. En même temps, il remporte le premier prix pour son projet de vitraux de l’église Église Notre-Dame des Alpes dans le hameau du Fayet à Saint-Gervais-les-Bains, en Haute-Savoie, construite par l’architecte Maurice Novarina (1907-2002). Il y réalise plus de cent panneaux.
En 1937, Cingria expose une dalle de verre à l’exposition internationale des arts et techniques de la vie moderne au pavillon du vitrail à Paris. Il l’offre ensuite pour orner le chœur de l’église des Cordeliers à Fribourg, qui vient d’être restaurée par l’architecte du Groupe de Saint-Luc, Albert Cuony (1887-1976). Mais cette œuvre, bientôt critiquée par sa modernité et son inadéquation au lieu, est déposée lors de la restauration de l’église entre 1974 et 1991, et est aujourd’hui conservée dans les archives du couvent des Cordeliers.
Un style tout différent, inspiré plutôt par la tradition orientale et byzantine, est mis en œuvre en 1941-1942 par Alexandre Cingria dans les vitraux en dalle de verre de la chapelle de l'Université Miséricorde de Fribourg, construite, tout comme l'ensemble des nouveaux édifices universitaires, par les architectes Fernand Dumas et Denis Honegger (1907-1981).

## Expositions
- Genève : Musée Rath : Musée de l'Athénée, 1957 (Cent ans de peinture genevoise : à l'occasion du centenaire de la Société des amis des beaux-arts)[12]
- Jean-Philippe Chenaux, "C. F. Ramuz et Alexandre Cingria: les années de jeunesse - Une exposition vivante, suggestive d'un climat (jusqu'au 2 décembre à la BCU (Palais de Rumine), Lausanne)", Gazette de Lausanne, 10 novembre 1978, Journal de Genève, 16 novembre 1978, p. 11

## Sources
- « Alexandre Cingria », sur la base de données des personnalités vaudoises sur la plateforme « Patrinum » de la Bibliothèque cantonale et universitaire de Lausanne.
- Dictionnaire des illustrateurs, Marcus Osterwalder, p. 253
- Gazette de Lausanne 1945/11/09 p. 4, 1945/11/10 p. 7
- photo Dr Weller, Berlin Patrie suisse, 1928, no 971, p. 16-17, p. 858-859.
- « Alexandre Cingria » dans le Dictionnaire historique de la Suisse en ligne.